# Информационна агенция
Информационната агенция е организация от журналисти, създадена с цел да снабдява с новини други информационни организации: вестници, списания, телевизии, радиостанции. Информационните агенции обикновено подготвят готови новинарски статии и ги продават на други новинарски организации, които ги използват с малко или без изменения.
Информационните агенции могат да бъдат компании, които продават новини (като например Ройтерс), или кооперативи, съставени от вестници, които споделят статиите си (като например Асошиейтед Прес). Някои информационни агенции са контролирани от държавата, особено в авторитарни държави, като Китай, бившия Съветски съюз и България по време на комунизма. В Австралия, Великобритания, Канада и много други страни има финансирани от държавата информационни агенции.

### Известни информационни агенции
- Българска телеграфна агенция – БТА
- Асошиейтед Прес (АП), САЩ
- Би Би Си, Великобритания
- ИТАР-ТАСС, Русия
- Ройтерс, Великобритания
- Франс Прес, Франция